# Lymeon trifasciatellus
Lymeon trifasciatellus là một loài tò vò trong họ Ichneumonidae.